# Liste der Buchdrucker im Raum der Stadt und Republik Bern
Die Liste umfasst im Raum der Stadt und Republik Bern (bis 1798) tätige Buchdrucker.

## Bern
| Bild | Name                                   | Lebenszeit              | Tätig     | Bemerkungen                                                              |
| ---- | -------------------------------------- | ----------------------- | --------- | ------------------------------------------------------------------------ |
|      | Matthias Apiarius                      | † 1554                  | 1537–1554 |                                                                          |
|      | Samuel Apiarius                        | † 1590                  | 1554–1564 |                                                                          |
|      | Siegfried Apiarius                     | † 1565                  | 1560–1565 |                                                                          |
|      | Bendicht Ulmann                        | † 1595                  | 1561–1593 |                                                                          |
|      | Vincenz Im Hof                         | geb. um 1550; † um 1600 | 1574–1600 | nach seinem Tod führten Witwe und Kinder die Druckerei bis 1609 weiter   |
|      | Jean Le Preux                          | † nach 1614             | 1599–1614 | obrigkeitlicher Buchdrucker                                              |
|      | Abraham Weerli                         |                         | 1614–1622 | obrigkeitlicher Buchdrucker                                              |
|      | Jacob Stuber                           | 1592–1667               | 1622–1635 | obrigkeitlicher Buchdrucker                                              |
|      | Stephan Schmid                         | 1569–1648               | 1635–1640 | obrigkeitlicher Buchdrucker                                              |
|      | Georg Sonnleitner                      |                         | 1640–1679 | obrigkeitlicher Buchdrucker                                              |
|      | Samuel Kneubühler                      | 1646–1684               | 1675–1684 | Begründet die Obere Druckerei                                            |
|      | Gabriel Thormann                       | 1653–1716               | 1679–1697 | obrigkeitlicher Buchdrucker                                              |
|      | Katharina Kneubühler                   | 1652–?                  | 1684–1690 |                                                                          |
|      | Jacob Anton Vulpius                    |                         | 1690–1707 |                                                                          |
|      | Daniel Tschiffeli                      | 1664–1730               | 1697–1730 | obrigkeitlicher Buchdrucker, Schwager seines Vorgängers Gabriel Thormann |
|      | Franz Rudolf Fels                      |                         | 1707–1725 |                                                                          |
|      | Niklaus Emanuel Haller                 |                         | 1707–1725 |                                                                          |
|      | Samuel Küpfer                          | 1687–1765               | 1716–1737 | Mitglied des Grossen Rats, Grossweibel, Obervogt in Lenzburg             |
|      | Emanuel Hortin                         | 1704–1777               | 1725–1767 |                                                                          |
|      | Johannes Bondeli                       | 1695–1734               | 1728–1734 |                                                                          |
|      | Abraham Wagner (I.)                    | 1701–1765               | 1731–1764 | obrigkeitlicher Buchdrucker                                              |
|      | Johann Rudolf Müller                   | 1705–1760               | 1731–1764 | obrigkeitlicher Buchdrucker                                              |
|      | Johanna Esther Bondeli geb. Sprüngli   | 1701–1770               | 1734–1770 |                                                                          |
|      | Franz Samuel Fetscherin                | 1715–1788               | 1743–1778 | Bettelvogt, Feuerschauer, Pförtner im Spital                             |
|      | Helena Wagner geb. Genath              | 1707–1777               | 1764–1769 | obrigkeitliche Buchdruckerin                                             |
|      | Victor Emanuel Hortin                  |                         | 1767–1769 |                                                                          |
|      | Abraham Wagner (II.)                   | 1734–1782               | 1769–1779 | obrigkeitlicher Buchdrucker                                              |
|      | Margaretha Elisabeth Hortin geb. König | 1741–1810               | 1769–1784 |                                                                          |
|      | Beat Friedrich Fischer                 | 1740–1810               | 1779–1789 | obrigkeitlicher Buchdrucker, Schwiegersohn von Abraham Wagner (I.)       |
|      | Daniel Albrecht Emanuel Hortin         |                         | 1782–1798 |                                                                          |
|      | Abraham Daniel Brunner                 | 1737–1814               | 1789–1799 | obrigkeitlicher Buchdrucker                                              |